# Max Porter (író)
Max Porter (High Wycombe, 1981. augusztus 27. –) angol író, korábban könyvkereskedő és szerkesztő, aki leginkább a Grief is the Thing with Feathers című debütáló regényéről ismert. 2020-ban a Királyi Irodalmi Társaság tagjává választották.

## Háttér
Porter 1981-ben született High Wycombe-ban, és a londoni Courtauld Institute of Art művészettörténet szakán szerzett diplomát, majd MA diplomát radikális performanszművészetből, pszichoanalízisből és feminizmusból. Írói karrierje előtt Porter a Daunt Books chelsea-i fiókját irányította, és 2009-ben elnyerte az Év Könyvkereskedője díjat. 2019-ig a Granta és a Portobello Books szerkesztői igazgatója volt, ahol a díjnyertes The Luminaries és a The Vegetarian című regényeket szerkesztette. A Grantánál töltött ideje alatt további szerzői között volt Mark O’Connell és Sarah Moss.
2019-ben Portert a Cheltenhami Irodalmi Fesztivál vendégkurátorának nevezték ki. A 2025-ös Nemzetközi Booker-díj bizottságának elnöke, a Southbank Centre 2025-ös társult művésze, és a HMP Erlestoke könyvtárával dolgozik együtt, mint rezidens írójuk 2024–25-ben. 2024-ben Porter csatlakozott Cillian Murphyhez, Mary Hicksonhoz, Bryce Dessnerhez és Billy MagFhlionnhoz, mint a Sounds From A Safe Harbour Fesztivál társkurátora Corkban, Írországban.

## Művei
A Grief is the Thing with Feathers a próza és a költői stílusok keveréke egy varjúról, aki meglátogatja egy Ted Hughes-tudós és két kisfia gyászoló családját. Erősen támaszkodik Hughes Crow: From the Life and Songs of the Crow című művére, és a címe Emily Dickinson "Hope is the thing with feathers" című művéből származik. 2016-ban a Grief elnyerte a Sunday Times PFD Young Writer of the Year Award (az év fiatal írója) díját, a Books Are My Bag Readers' Award szépirodalmi díját, és a Nemzetközi Dylan Thomas-díjat. Bekerült a Guardian First Book Award-ra és a kísérleti írásért járó Goldsmiths-díjra is. Huszonhét nyelvre fordították le.
A Grief is the Thing with Feathers című darab Enda Walsh rendezésében és Cillian Murphy főszereplésével készült, amelyet 2019. március 25-én mutattak be Dublinban, és bemutatták még Londonban és New Yorkban is. Egy interjúban Porter részletezi a Grief színpadra adaptálásának tapasztalatait: "Cilliannal és Endával is az volt a célunk, hogy a produkció a lehető leghűebb legyen a könyvhöz. Nem változott a vége és nem cserélték egyik funkciót a másikra." Cillian Murphy elnyerte az Irish Times Theatre díját a "legjobb színész" kategóriában a gyászoló apa alakításáért. A darab a New York Times kritikusának válogatása volt és Ben Brantley azt írta, hogy az előadás „gyönyörűen megidézi azt a módot, ahogyan az egész világ apokaliptikusnak tűnik egy személyes tragédia után”.
A Porter Grief Is the Thing with Feathers című regényén alapuló The Thing With Feathers című játékfilm premierje a 2025-ös Sundance fesztiválon volt. A filmet Dylan Southern írta és rendezte, a főszerepben Benedict Cumberbatch látható. Cumberbatch kezdeti szkepticizmusa ellenére a filmadaptációval kapcsolatban a Deadline-nak elmondta, hogy Southern forgatókönyve meggyőzte: „Dylan mesterien kezelte Max kinetikus költészetének ügyességét. [...] Magában hordozza a változó tónusok és színek minden vadul éles fordulatát a családi és a mitikus, a kétségbeesés, a vígjáték és a veszteség minden egyes napja között.”
2019. március 5-én Porter második könyve, a Lanny megjelent a Faber gondozásában, és felkerült a 2019-es Wainwright-díjra és a 2019-es Man Booker-díjra, valamint bekerült a 2019-es Gordon Burn-díjra is. A Faber úgy írja le a Lanny-t, mint "történet egy családról, amelynek faluját élők és holtak népesítik be". A könyv a vidéki angol közösségi életet és a gyermekkori mítoszokat vizsgálja válaszul a társadalmi megosztottságra és az ökológiai válságra. A könyvből Rachel Weisz főszereplésével készült film.
2021-ben Faber kiadta a The Death of Francis Bacon című hibrid verses prózai művet, amelyet a kiadók "hét rendkívüli írott képnek, a művész elméjének robbanásszerű végső működéséről" jellemeznek. A Francis Bacon halála Francis Bacon életének utolsó napjaiban játszódik, amikor Madridban haldoklik, és zsigeri költői nyelven íródott, amely megfelel Bacon festészeti stílusának. Porter úgy írja le a szöveget, mint "próbálj festményként írni, nem róla; kísérlet a gondolat, a küzdelem, a gondolat harcának megismétlésére, de a szemnek a festett képpel való szembenézésének puszta energiáját is", amely "hosszú elfoglaltság [...] Francis Baconnal". Stuart Kelly a Scotsman számára írt kritikájában azt állítja, hogy a hibrid mű "nem regény, művészetkritika vagy életrajz", hanem ez "egy nagyon megindító ábrázolása egy felbomló elmének a halál torkában", megjegyezve Dylan Thomas hatását Porter „apokaliptikus” írásmódjára.
Porter negyedik regénye, a Shy – „egy problémás tinédzser többszólamú története” – 2023 áprilisában jelent meg az Egyesült Királyságban. A The Irish Times „tökéletes könyvként” jellemezte, amely „lelkesen magáévá teszi a modernizmus tanulságait”. Porter saját adaptációját, a Steve-et 2024-ben forgatták, és a Netflix fogja világszerte forgalmazni. A filmet Tim Mielants rendezte, Cillian Murphy és Jay Lycurgo játssza a főszerepeket, a gyártás pedig Murphy és Alan Moloney cége, a Big Things Films volt.

## Bibliográfia

### Regények/novellák
- Grief is the Thing with Feathers (2015)
  - A bánat egy tollas állat – Jelenkor, Budapest, 2020 · ISBN 9789636768263 · fordította: Totth Benedek
- Lanny (2019)
  - Lanny – Jelenkor, Budapest, 2021 · ISBN 9789636768249 · fordította: Falcsik Mari
- The Death of Francis Bacon (2021)
- Shy (2023)
  - Shy – Jelenkor, Budapest, 2024 · ISBN 9789635183159 · fordította: Totth Benedek

### Elbeszélések
- "Eltham Palace" in Eight Ghosts: The English Heritage Book Of New Ghost Stories (2017, also featuring Kate Clanchy(wd), Stuart Evers(wd), Mark Haddon, Andrew Michael Hurley(wd), Sarah Perry, Kamila Shamsie(wd), and Jeanette Winterson)[49]
- "Brother: State of Mind" in Granta Magazine[50]
- "The Part-Time Countryman" in Pursuit: The Balvenie Stories Collection edited by Alex Preston(wd) (2019)[51]
- "Even As We Plunged Down the Hill" in We'll Never Have Paris edited by Andrew Gallix (2019)
- RAT (Flash Fiction) in TANK Magazine[52]
- "Daughter" in the inaugural edition of INQUE (limited print run, 2021)[53]

### Költészet
- "Kneeling Shepherd (i.m. David Miller)" in The Guardian (2017)[54]
- Jerome's Study, with Catrin Morgan (artist), Prototype publishing (2018)
- "Myth of the Mole", with S.J. Fowler, in POETRY (2019)[55]

### Non-fiction
- "Dying on the Toilet", an essay on Francis Bacon's painting Triptych May–June 1973 (2016)[56]
- "When I Lost My Father, I Lost His Voice Too", personal essay on BuzzFeed (2016)[57]
- Studies for Studies (2017, contributor: by artist Catrin Morgan)[58]
- Jerome’s Study (2018, with Catrin Morgan)[59]
- 'Max Porter on Paul McCarthy's 'Piccadilly Circus: Fan Letter', Frieze(wd) Issue 200 (2019)[60]
- Introduction to Time Lived, Without Its Flow by Denise Riley(wd) (Picador, 2019)
- "How My Son's Love for Crystal Palace Made Me Fall For Football", autobiographical essay in Mundial[61]
- "It Could Be Any Book" in The Gifts of Reading: An Anthology of Essays About the Joys of Reading, Giving and Receiving Books, curated by Jennie Orchard (2020)[62]
- "Spirit D'escalier the Size of a Country", for the Aitken Alexander Isolation Series (April 2020)[63]
- "It's So Good" (March 2021)[64]
- "Poo Fairy" (March 2021)[65]

### Egyéb
- "Ground" in Nicola Hicks: Keep Dark (2018)[66]
- It's Going To Be A Bright New Day: Would You Rather, with Bonnie Prince Billy (2020, pamphlet)[67]
- Lyrics for 'Bed in the River' by Joan Shelley (May 2020)[68]
- "MAN" and "WOMAN" lyrics for album DEAD CLUB by Tunng (2020)[69]
- Lyrics for EP Three Feral Pieces by Bonnie "Prince" Billy and Nathan Salsburg (April 2021)[70]
- The Hill, a collaboration with Hilary Paynter (2023)[71]
- All of this Unreal Time (film and art installation, Manchester International Festival, July 2021)[72] Written by Max Porter, featuring Cillian Murphy (actor), directed by Aoife McArdle(wd) (director), music by Aaron Dessner(wd), Bryce Dessner(wd), and Jon Hopkins(wd)
- Wild West, a poem about the arms trade published in TOLKA (2022),[73] and performed at Palfest in December 2023[74]
- The Photographer, a five-part audio drama for BBC Radio 4 (2024)[75]

## Fordítás
- Ez a szócikk részben vagy egészben  a   Max Porter (writer) című angol Wikipédia-szócikk fordításán alapul.  Az eredeti cikk szerkesztőit annak laptörténete sorolja fel. Ez a jelzés csupán a megfogalmazás eredetét és a szerzői jogokat jelzi, nem szolgál a cikkben szereplő információk forrásmegjelöléseként.